# Добровенский, Роальд Григорьевич
Роальд Григорьевич Добровенский (2 сентября 1936 года, Елец Липецкая область) — русский прозаик, латвийский журналист. Переводчик с бурятского, якутского, монгольского, чукотского, латышского языков. Член Союза писателей России и Латвии. Почётный член Латвийской академии наук (2002).

## Биография
Роальд Добровенский родился 2 сентября 1936 года в городе Ельце Липецкой области РСФСР.
Окончил Московское государственное хоровое училище (1954) и Высшие литературные курсы при Литературном институте имени А. М. Горького (1975). Учился в Московской консерватории (1954—1955). Работал журналистом в Хабаровске и на Сахалине. С 1975 года живёт в Латвии. Был редактором (1977—1979, 1989—1991) и главным редактором (1991—1995) журнала «Даугава», редактором издательства «Liesma» (1983—1988).
Супруга — латвийская поэтесса Велта Калтыня.

## Творчество

### Книги
- «Солнечные часы» (1967)
- «За скрипичным ключом» (1971)
- «Град мой Китеж» (1972)
- «Высоко, на третьем этаже» (1974)
- «Алхимик, или жизнь композитора Александра Бородина» (1984)
- «Рыцарь бедный. Книга о Мусоргском» (1986)
- «Райнис и его братья. Семь жизней одного поэта» (2000)

### Переводы
С латышского:
- стихи латышских поэтов А. Чака, К. Элсбергса, О. Вациетиса, И. Зиедониса.
- пьесы Райниса «Индулис и Ария», «Иосиф и его братья»
- пьесы М. Залите «Суд», «Маргарита»
- «Рижская книга» А. Колберга

### Публикации в периодике
- Мне — 15: стихотворение // Молодая гвардия : газета. — 1962. — 6 июля (№ 134). — С. 3.
- Мера искусства: критический очерк о кинофильмах «Великолепная семёрка» и «Голый остров» // Советский Сахалин : газета. — 1962. — 6 июля (№ 134). — С. 3.
- Витька: стихотворение // Молодая гвардия : газета. — 1962. — 1 августа (№ 153). — С. 3.
- Нелёгкие дороги (о книге Л. Токарева «На сахалинском берегу») // Советский Сахалин : газета. — 1962. — 12 августа (№ 190). — С. 3.
- Солдатская баня: стихотворение // Молодая гвардия : газета. — 1962. — 11 августа (№ 161). — С. 4.
- Счастливые звёзды (Страницы лирического дневника): Говорит Москва / Годен! / Сон / Земля космонавтов // Советский Сахалин : газета. — 1962. — 14 августа (№ 193). — С. 3.
- В парке / Караван (стихотворения) // Молодая гвардия : газета. — 1962. — 16 сентября (№ 186). — С. 3.
- Уверенность: стихотворение // Советский Сахалин. — 1962. — 23 сентября (№ 227). — С. 4.
- Через горы, моря...: стихотворение // Молодая гвардия : газета. — 1962. — 1 декабря (№ 240). — С. 3.
- Первое: стихотворение // Молодая гвардия. — 1963. — 1 января (№ 1). — С. 3.
- Алые паруса: песня // Молодая гвардия. — 1963. — 20 января (№ 14). — С. 2.
- Полным голосом (о новых книгах Е. Винокурова) // Советский Сахалин : газета. — 1963. — 21 февраля (№ 44). — С. 4.
- Морозка: стихотворение // Молодая гвардия. — 1963. — 17 марта (№ 54). — С. 1.
- Передача для полярников: стихотворение // Молодая гвардия. — 1963. — 7 апреля (№ 69). — С. 4.
- «Лунник» / Первые ласточки (стихотворения) // Советский Сахалин : газета. — 1963. — 12 апреля (№ 87). — С. 2.
- В открытом море (рецензия на сборник М. Финнова «Моё рабочее море») // Дальний Восток : журнал. — 1973. — № 1. — С. 145–147.